# Hvedrung
Dans la mythologie nordique, Hvedrung ou Hveðrungr en vieux norrois (étymologie incertaine) est l'un des noms du dieu Loki.

## Hvedrung comme nom deLoki
Hvedrung apparaît d'abord comme nom de Loki dans la Völuspá (55) : lorsque Vidar venge la mort d'Odin, avalé par Fenrir, il est écrit qu'il plante son épée dans le cœur du « fils de Hvedrung » (mögr Hveðrungs au nominatif). Or, Loki est le père de Fenrir.
De même, dans le récit que fait Thjódólf des Hvínir de la mort du roi Hálfdan le Généreux  (hinn mildi) (Ynglingatal, 32), Hel, autre enfant de Loki, est désignée sous le nom de « fille de Hvedrung » (Hveðrungs mær). 

## Autres mentions du nom Hvedrung
Le nom Hvedrung apparaît aussi dans des thulur, parmi des noms de géants (thula des géants dans le Skáldskaparmál, 75) ainsi que parmi les noms d'Odin. Hors des thulur, Odin ne porte jamais le nom de Hvedrung, et Rudolf Simek a suggéré que la strophe 55 de la Völuspá avait peut-être été mal comprise, « fils de Hvedrung » ayant en ce cas été interprété à tort comme désignant Vidar, l'un des fils d'Odin.